# Alfredo Farinha

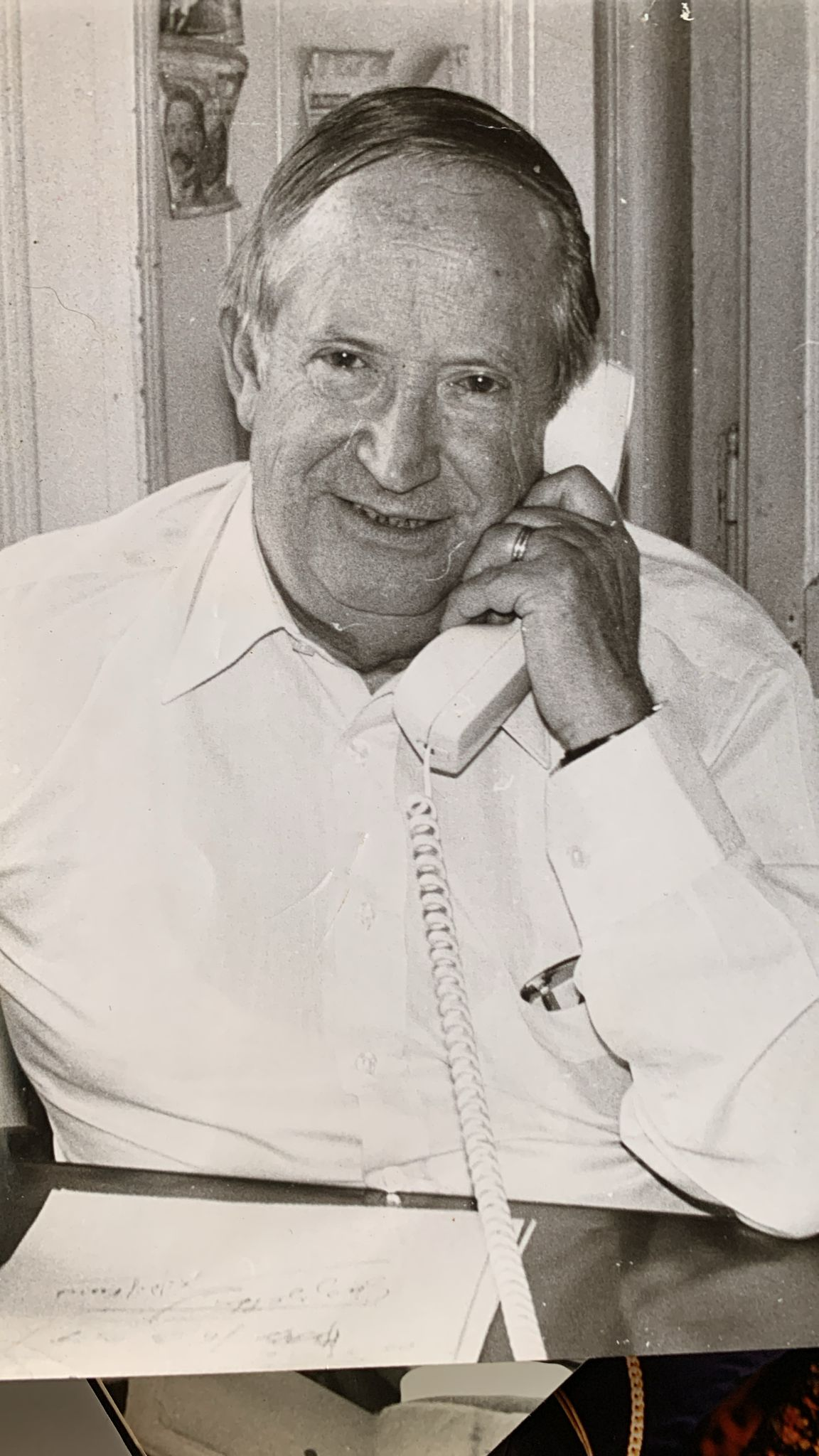
Alfredo Farinha, na redacção de A Bola, circa 1987. Fotografia do arquivo pessoal da família de Alfredo Farinha.

Alfredo Farinha ComIH (Proença-a-Nova, Proença-a-Nova, Cimadas Cimeiras, 19 de julho de 1925 — 27 de Março de 2009), foi um dos principais nomes do jornalismo desportivo português, tendo feito a sua carreira no jornal "A Bola" entre 1957 e 1990.

## Percurso
Alfredo Farinha nasceu em Cimadas Cimeiras, aldeia da freguesia de Proença-a-Nova, do concelho de Proença-a-Nova, no dia 19 de julho de 1925. Com cerca de 8 anos mudou-se com os pais e os irmãos para o Estoril, em busca de melhores condições de vida.
Como estudante frequentou a Escola Salesiana de Poiares e de Mogofores onde cedo mostrou vocação para as letras e para as línguas tendo aprendido latim, língua que dominava e chegou a ensinar.
Estudou na Escola Salesiana de Poiares e na Escola Salesiana de Mogofores, onde cedo mostrou aptidão para letras. Mudando-se para o Estoril, entrou para a Escola Salesiana do Estoril em 1933 (na altura Asilo de Santo António do Estoril) graças ao empenho de sua Mãe e à bondade do primeiro Director, Pe. Lucas, que lhe cedeu a própria cadeira para que não lhe fosse negada entrada na escola por falta de lugares. Este episódio marcou-o por toda a vida tendo sido um dos mais prestigiados Antigos Alunos Salesianos e um dos mais antigos da Escola Salesiana do Estoril. O exemplo da figura de Dom Bosco foi uma referência durante toda a sua vida.
Jogou à bola com o anterior Rei de Espanha, João Carlos, que passava férias no Estoril numa casa perto dos Salesianos. Conheceu Fausto de Figueiredo e trabalhou no Casino Estoril ainda jovem, profissão que durante alguns anos acumulou com a de jornalista desportivo.
Foi jornalista no "Mundo Desportivo", durante três anos, tendo depois sido convidado para integrar o jornal em 1957 "A Bola". Foi colega de nomes como Carlos Pinhão vindo do mesmo jornal, e de Aurélio Márcio, Vitor Santos, Cruz dos Santos, Homero Serpa entre outros grandes nomes que marcaram o jornalismo desportivo.
Sócio do Sindicato dos Jornalistas desde 1962 ajudou a fundar o CNID - Associação dos Jornalistas de Desporto, na década de 60 e foi fundador da Associação de Antigos Alunos dos Salesianos do Estoril.
Conhecido por ser um benfiquista “extremamente apaixonado” alegadamente por causa do ciclista José Maria Nicolau (Benfica), que uma vez ganhou por meia roda ao Alfredo Trindade (Sporting). "Se tivesse ganho o Trindade, era do Sporting. Foi uma espécie de aposta”, disse numa entrevista ao diário desportivo «O Jogo».
Esteve no jornal "A Bola" entre 1957 e 1990, quando se reformou.
Viajou pelo mundo inteiro acompanhando os clubes e a Selecção Nacional. O estilo da sua prosa e a paixão que transmitia pela escrita fizeram dele uma referência do jornalismo nacional e não só desportivo. Muitos são os que classificam as suas crónicas como textos obrigatórios de leitura e aprendizagem de como escrever em bom português.
Em 1998 ainda foi um dos comentadores do programa "Donos da Bola" da SIC. Foi  distinguido com vários prémios de jornalismo entre os quais o grau de Comendador da Ordem do Infante D. Henrique a 19 de Abril de 1986.
Em 2002 lançou o livro sobre futebol "O Apagão. Em 2008 recebeu o Prémio Prestígio Fernando Soromenho do CNID.
Alfredo Farinha faleceu durante o sono em sua casa, no Estoril, na madrugada de 27 de Março de 2009.

## Cargos
Além de jornalista desportivo, Alfredo Farinha foi Preceptor e Professor de Português e Latim. Foi também Inspector Geral do Trabalho.
Foi um dos membros-fundadores do Clube Nacional de Imprensa Desportiva (CNID)
Foi dirigente do Grupo Desportivo Estoril Praia, ao qual presidiu, bem como da Associação dos Antigos Alunos Salesianos.
Foi também Vereador da Câmara Municipal de Cascais.

## Frases
"O CNID é uma célula viva de apoio ao desporto, que nasceu de um grito de revolta contra a prepotência. Nesses idos anos 60, nós, jornalistas do desporto, éramos vistos apenas como colaboradores desportivos dos jornais, enquanto outros que se limitavam a copiar e a cortar informações da Reuters é que eram jornalistas! Hoje, as coisas e os reconhecimentos são, felizmente, muito diferentes. É por isso que recebo apaixonadamente este prémio mesmo que morra daqui a dois ou três minutos".
(discurso de aceitação do prémio do CNID, 2008)
-
"O jornalismo para mim foi uma vocação.”
(RECORD, 3 de Fevereiro de 1991).
-
"Não se descrevem tempestades com o chilrear de pardais."
Frase que proferia muitas vezes a familiares e amigos
-
«Quando comecei a escrever em jornais, o meu propósito, a minha ambição, o meu sonho, era ser jornalista da Grande Imprensa. Ir à procura da vida no meio da vida, ir ao encontro dos acontecimentos onde eles acontecessem, conhecer os problemas dos homens, devassar o segredo das coisas desconhecidas, saber as razões dos êxitos e dos fracassos da grande sociedade, ouvir os políticos falarem de política, os economistas de economia, os artistas de arte, descrever os contrastes entre os dramas da fome e os esplendores da opulência, contar as histórias verídicas da paz e da guerra – e analisar, comentar, criticar tudo o que visse e ouvisse, com lealdade, com verdade, com o desejo de esclarecer e de ser útil».
Alfredo Farinha a propósito da profissão de jornalista, citado por Afonso Melo em artigo no CNID citação